# ستيف تايلور (لاعب كرة قدم أمريكية)
ستيف تايلور (بالإنجليزية: Steve Taylor)‏ هو لاعب كرة قدم أمريكية أمريكي، ولد في 7 يناير 1967 في فريسنو في الولايات المتحدة.